# La Renga
La Renga est un groupe argentin de hard rock, originaire de Buenos Aires. Il est, avec Catupecu Machu, Divididos, et bien sûr Soda Stereo, l'un des meilleurs groupes de rock argentin (surnommé en Argentine El Rock Nacional).

## Biographie

### Débuts

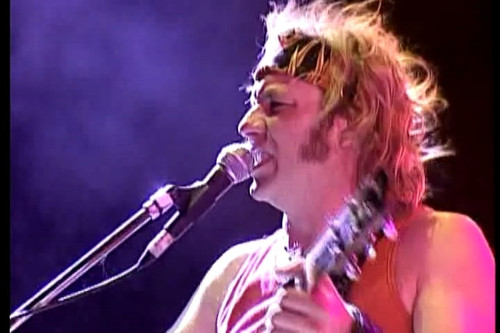
Gustavo Nápoli en 2004.

Le groupe émerge en 1988 dans le quartier de Mataderos, à Buenos Aires. Gustavo « Chizzo » Nápoli, Raúl « Locura » Dilelio, Jorge « Tanque » Iglesias, et Gabriel « Tete » Iglesias, se surnommeront officiellement La Renga en fin d'année. La Renga est, à l'origine, un groupe de reprises jouant des chansons de groupes locaux comme Creedence, Vox Dei, et Manal. 
Esquivando charcos, le premier album de La Renga, est publié en 1991, et fait participer la première formation officielle du groupe qui comprend Chizzo, Locura, Tete et Tanque. Chiflo les rejoindra par la suite à la trompette. L'album est enregistré en deux endroits différents, sept des neuf chansons sont enregistrées dans un studio, et les deux chansons restantes (La nave del olvido et Blues de Bolivia) dans leur salle de répétition. Dans un premier temps, l'album est édité à mille exemplaires. Il est réédité en 1998 par le label PolyGram. 
À la suite de divergences personnelles, Locura décide de quitter le groupe. Malgré des recherches sans résultat, le groupe garde Chizzo comme seul guitariste pendant un temps. Par la suite, Gabriel « Chiflo » Sánchez les rejoint, et joue pour la première fois avec le groupe en 1989 sur certaines chansons. Il est de nouveau invité en 1991 pour l'album Esquivando charcos. A cette période, il rejoint officiellement le groupe. Le groupe publie en 1993 son deuxième album indépendant, A donde me lleva la vida....
En 1994, ils recrutent Manuel Varela. Déjà en 1994, ils parviennent à remplir l'Estadio Obras Sanitarias, un stade argentin. Ils concluent l'année avec deux spectacles : l'un dans le Microestadio de Ferro le 23 décembre, et l'autre au profit de la Coordinadora Contra la Represión Policial e Institucional (CORREPI) le 30 décembre. Ils commencent l'année 1995 avec un concert à Atlanta. En juillet, ils jouent devant plus de 4 100 personnes au stade Obras Sanitarias, dans lequel ils enregistrent leur premier album live. Bailando en una pata est donc publié, et contient la chanson-titre, ainsi qu'une reprise de la chanson Born to be Wild du groupe américain Steppenwolf. Deux spectacles sont organisés d'une seule traite à La Rockeria de Banfield, le 19 novembre 1995.

### Despedazado por mil partes
Despedazado por mil partes est publié en 1996, et produit en collaboration avec Ricardo Mollo. Le groupe joue quatre concerts à l'Estadio de Obras Sanitaria pour promouvoir l'album. Ils organisent leur première tournée au Mexique et au Royaume-Uni en 1997. L'année 1997 marque la vingtième année d'existence de l'association Mères de la place de Mai (Madres de Plaza de Mayo), et le groupe participe au festival à l'Estadio Arquitecto Ricardo Etcheverri pour jouer devant 25 000 participants. La tournée continue en 1998 dans le reste des provinces argentines, en plus d'une performance en Uruguay, et trois en Espagne avec le groupe Los Suaves. Cet album se démarque avec des chansons comme La balada del diablo y la muerte, Cuando vendrán, El final es en donde partí, Desnudo para siempre o Despedazado por mil partes, et Hablando de la Libertad.

### El disco de la estrellaet autres

Représentation de l'étoile sur la pochette de La Renga.

L'album El disco de la estrella, ou tout simplement La Renga, est publié en 1998. Le groupe tourne en soutien à l'album avec deux spectacles à l'Estadio Don León Kolbovsky (avec Los Piojos comme invités), devant 50 000 personnes. Deux spectacles supplémentaires sont effectués à l'Estadio Tomás Adolfo Ducó en fin de tournée, en passant en revue l'histoire entière.
La esquina del infinito est publié en août 2000. La production est effectuée en collaboration avec Ricardo Mollo. L'album est joué lors de deux dates à l'Estadio Arquitecto Ricardo Etcheverri. Il compte 40 000 exemplaires vendus. En 2001, le groupe enregistre quelques concerts pour publier un double-album. Plus tard, précisément le 20 décembre 2004, ces concerts sortent en DVD sous le titre, Insoportablemente vivo, une première pour le groupe. Pendant la crise socio-économique de 2002 en Argentine, ils jouent devant environ 58 000 personnes à l'Estadio Monumental Antonio Vespucio Liberti. Sort ensuite un EP intitulé, Documento único.

### Detonador de sueños
À la fin de 2003 sort Detonador de Sueños. L'album est intégralement enregistré dans leur salle de répétition, et produit artistiquement par La Renga. L'album est joué au stade Chateau Carreras, à Córdoba, le 8 novembre de cette année.
Le 17 avril 2004, ils jouent l'album à Buenos Aires au stade River Plate devant environ 55 000 personnes.

### Truenotierra
Le 12 décembre 2006, ils sortent leur premier album studio depuis trois ans, Truenotierra. Ils jouent l'album à l'Estadio José María Minella, devant plus de 30 000 personnes, le 16 décembre.
En 2007, ils tournent dans le pays en passant par Jesús María, Córdoba, le 20 janvier 2008 devant 20 000 personnes. Par la suite, ils jouent dans plusieurs provinces, puis effectuent cinq concerts en Espagne, avec Marea. Ils effectuent également des concerts dans le cadre de la tournée Truenotierra dans des pays voisins tels que le Chili, l'Uruguay et le Paraguay. Les 23 et 24 juin, ils effectuent deux concerts à l'Estadio Unico de La Plata.
Le 17 novembre 2007, La Renga joue officiellement son album Truenotierra à l'Autódromo de Buenos Aires, devant 70 000 personnes,. En 2008, La Renga continue avec un concert le 22 mars dans la commune de San Roque à Córdoba,,. Le 31 mai, ils jouent à l'Estadio Chateau Carreras, devant 25 000 personnes.

## Style musical
Leurs riffs se rapprochent de certains groupes de hard rock tels Guns N' Roses, AC/DC, ainsi qu'un tempo un peu lent comparé à d'autres groupes de metal. Les solos peuvent être variés, sachant qu'il y a des solos de guitare comme des solos de saxophone ou même d'harmonica (une nouveauté dans le hard rock). La distorsion de la guitare sonne plutôt « années '90 », avec un léger larsen de temps en temps (en début ou fin de morceau, et celui-ci étant ajouté exprès) ainsi que de la réverbération qui donne une sonorité particulière et la plupart des morceaux sont joués en power chord comme la plupart des groupes de hard rock.
La basse n'a pas de distorsion ni d'effets en général. La batterie peut se comparer au style de Matt Sorum, excepté le fait que Tanque possède une double pédale et utilise de manière beaucoup moins fréquente les toms et la caisse claire. La voix est au-dessus des autres instruments en termes de volume, c'est une voix grave et légèrement distortionnée digne de pouvoir surnommer Chizzo comme le James Hetfield (Metallica) argentin.
Des paroles parfois recherchées, notamment dans La Balada del Diablo y de la Muerte, (une chanson qui parle d'un homme qui croise dans une rue sombre le Diable et la Mort, l'homme a peur au début, puis finalement en attendant un Dieu qui ne viendra jamais, se joint à eux et maudit l'espèce humaine et le monde). D'autres morceaux tels Panic Show (qui raconte l'histoire d'un lion qui apparait dans une avenue de Buenos Aires, mais chantée du point de vue du lion) ou El revelde (qui parle d'un homme qui ne supporte pas la société dans laquelle il vit, d'où le titre de Le Rebelle et la seule chose qu'il aime de cette société est le rock. Ce morceau est une critique de la société argentine, ainsi que de sa politique) ont été des tubes en Argentine lors de leur diffusion à la radio. En 2023, à la faveur de la campagne présidentielle argentine qui a eu pour issue l'élection de Javier Milei, Panic Show a été diffusé à chacune des réunions publiques de ce dernier- fan de metal -, contribuant à faire connaître ce titre au-delà de l'Argentine, au corps défendant de La Renga qui a fait connaître son opposition.

## Membres

### Membres actuels
- Gustavo « Chizzo » Nápoli - chant, guitare (depuis 1988)
- Gabriel « Tete » Iglesias - basse (depuis 1988)
- Jorge « Tanque » Iglesias - batterie (depuis 1988)
- Manuel Varela - saxophone, harmonica (depuis 1994)

### Anciens membres
- Raúl « Locura » Dilelio - guitare (1988-1992 ; décédé)
- Gabriel « Chiflo » Sánchez - saxophone, trompette (1991-2008)

## Discographie
- 1991 : Esquivando charcos
- 1993 : A donde me lleva la vida
- 1996 : Despedazado por mil partes
- 1998 : La Renga
- 2000 : La esquina del infinito
- 2003 : Detonador de sueños
- 2006 : Truenotierra
- 2010 : Algún Rayo
- 2014 : Pesados Vestigios